# Ginásio do Maracanãzinho
Het Ginásio do Maracanãzinho in de Braziliaanse stad Rio de Janeiro is een overdekte arena, hoofdzakelijk ingezet als sportstadion voor volleybalwedstrijden. Het is gelegen naast de Maracanã, en de naam staat in het Portugees dan ook voor klein Maracanã. Maracanã is ook de naam van de wijk, waar de gelijknamige rivier doorheen stroomt.
Het Maracanãzinho werd op een recordtijd van vijf maand gebouwd. De bouwwerken startten op 13 april 1954 met Construtora Prolar S.A. als hoofdaannemer en Rafael Galvão, Pedro Paulo Bernardes Bastos, Orlando Azevedo en Antônio Dias Carneiro als architecten.
Het stadion werd op 24 september 1954 ingehuldigd als het Ginásio Gilberto Cardoso, naar een voormalige voorzitter van de Clube de Regatas do Flamengo. Het inhuldigingstornooi was het Wereldkampioenschap basketbal mannen 1954. De toenmalige capaciteit bedroeg niet minder dan 25.000 toeschouwers. Het thuisland eindigde met zilver, na het basketbalteam van de Verenigde Staten. Voor de finale werd het hoogst aantal toeschouwers ooit in dit stadion genoteerd toen men toeliet dat 35.000 toeschouwers die match bijwoonden. Ook het WK basketbal mannen in 1963 werd hier gehouden en die keer kon de thuisploeg de arena verlaten met goud. In 1990 werd het FIVB WK volleybal voor mannen in het stadion beslecht.
Het stadion werd in de jaren vijftig en zestig ook steevast gebruikt voor de verkiezingsplechtigheid van Miss Brazilië en doorheen de jaren waren er muziekoptredens in de arena van Jackson Five, Earth, Wind & Fire, Genesis, Alice Cooper, The Cure, New Order, Deep Purple, The Police, Midnight Oil, Peter Frampton, Van Halen, Megadeth, Metallica, Quiet Riot, Skid Row, Iron Maiden, Faith No More, Motörhead, Jethro Tull en Venom.
In het vooruitzicht van de Pan-Amerikaanse Spelen 2007 werd het stadion gerenoveerd van oktober 2003 tot 30 juni 2004, en in 2007 zelf. De renovatie van 2003 gebeurde met architectenbureau Herzog & de Meuron en de Braziliaanse aannemer Odebrecht. De renovatie zorgde voor alle vereiste conformiteit aan internationale voorschriften, een centrale airconditioning, een vierzijdig scorebord, een nieuw geluidssysteem, de mogelijkheid overdag met daglicht te spelen en meer comfort in de op dat moment 12.300 zitplaatsen.
Ook de Wereldkampioenschappen judo 2013 en een aantal Ultimate Fighting Championships vonden hier na de renovatie plaats.
Bij de Olympische Spelen van 2016 en de Paralympische Zomerspelen 2016 wordt het stadion met 11.800 zitplaatsen de locatie voor volleybal op de Olympische Zomerspelen en volleybal op de Paralympische Zomerspelen.